# Aldo Audisio
Aldo Audisio (Torino, 30 ottobre 1951) è un museologo italiano.

## Biografia
Studioso e promotore di progetti culturali sulle montagne, esperto di cinema e iconografia dello stesso settore. Ha diretto il Museo Nazionale della Montagna “Duca degli Abruzzi” di Torino dal 1978 al 2018, in quarant’anni ha seguito un esponenziale accrescimento delle raccolte, svolgendo un’attività con progetti in tutto il mondo, curando due riallestimenti completi con restauri della sede; dal 1996 al 2015 ha diretto il Forte di Exilles (Valle di Susa – Torino); dal 2000 al 2018, ha coordinato l’International Alliance for Mountain Film (IAMF), con associati in cinque continenti, nata per conservare, valorizzare e promuovere il cinema di settore e dal 2015 al 2018, ha coordinato l’International Mountain Museums Alliance (IMMA), costituita per migliorare, valorizzare mettere in rete strutture legate alla montagna; delle due alleanze è stato tra gli ideatori e i fondatori.
Sempre sulle tematiche montane ha curato la realizzazione di oltre 200 volumi, di molti è anche autore, e ha coordinato circa 200 esposizioni temporanee, allestite nella fase itinerante in approssimativamente 600 sedi in Italia e nel mondo. Ha realizzato, a vario titolo, programmi e filmati con televisioni italiane e straniere, tra cui RAI, Televisione Svizzera, Television Española, France3; organizzato e coordinato missioni di ricerca del Museo Nazionale della Montagna in Alaska (USA), Argentina, Bolivia, Cile, Ecuador, Etiopia, Nuova Zelanda, Pakistan, Somalia, Uganda, Yukon (Canada).
È stato presidente della Società Storica delle Valli di Lanzo dal 1978 al 1994, vicepresidente dal 1995 al 2006 e in seguito presidente onorario; consigliere nel Comitato Internazionale per le Celebrazione del Bicentenario della prima salita del Monte Bianco (1986); consigliere e firmatario dell'atto costitutivo del Comitato Italiano per il 2002 Anno Internazionale delle Montagne ONU; membro della Commissione per i festeggiamenti del 150º anniversario di fondazione del Club Alpino Italiano (2013), di cui ha curato il volume ufficiale; giurato, in alcuni casi presidente, nelle giurie di oltre quindici festival cinematografici di montagna; inoltre ha ricoperto i ruoli di consigliere di associazioni e membro di commissioni in Italia e all’estero. Ha ideato e redatto il progetto europeo Interreg-Alcotra “iAlp”. Musei alpini interattivi” (2017), in partenariato tra il Museo Nazionale della Montagna e la Communauté de Communes de la Vallée de Chamonix Mont-Blanc. Dal 2018 è consigliere Trento Film Festival Montagne e Culture; dal 2019 è consigliere scientifico della Cinémathèque de Montagne di Gap (Francia).

## Pubblicazioni
Selezione:

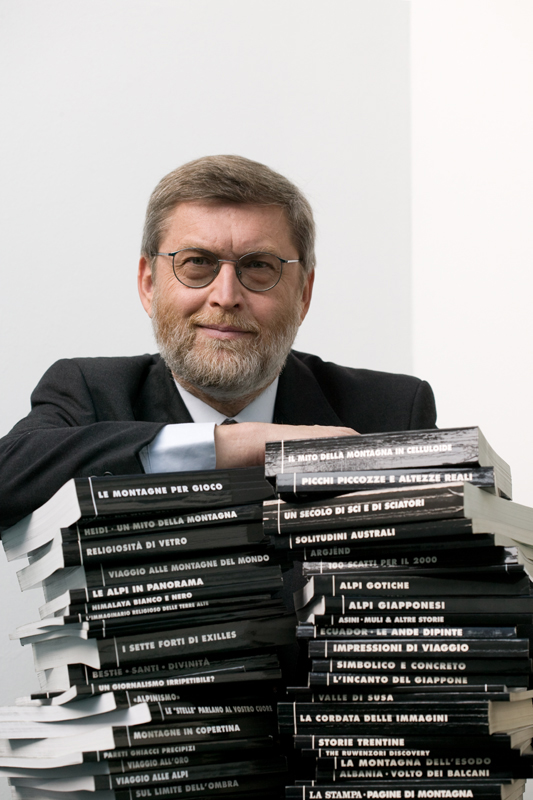

- con Alessandro Rosboch, Bibliografia generale delle Valli di Lanzo, Piero Gribaudi, Torino 1976 (anche Società Storica delle Valli di Lanzo, 1976; riedizione ampliata con Alessandro Rosboch e Bruno Guglielmotto-Ravet, 2000).
- con Bruno Guglielmotto-Ravet, Panorama delle Alpi dalla Pianura, Priuli & Verlucca, Torino 1982.
- con Bruno Guglielmotto-Ravet, Alpi e Prealpi nell’iconografia dell’800, Priuli & Verlucca, Torino 1979.
- con Rinaldo Rinaldi (a cura), Montagna e letteratura, Museomontagna, Torino, 1982.
- con Giuseppe Garimoldi (a cura), Ai limiti del Mondo. Alberto M. De Agostini in Patagonia e Terra del Fuoco, Museomontagna, Torino, 1985 (riedizione 1999).
- con Rinaldo Rinaldi (a cura), Letteratura dell’alpinismo, Museomontagna, Torino, 1985.
- con Valerio Toccafondi (a cura), Le Alpi in scala, Museomontagna, Torino, 1991.
- (a cura), Edward Theodore Compron «pittore alpino», Museomontagna, Torino, 1993.
- con Roberto Mantovani (a cura), K2 millenovecentocinquantaquattro, Museomontagna, Torino, 1994 (riedizione 2004).
- con Angelica Natta-Soleri (a cura), La cordata delle immagini. La montagna nei manifesti del cinema, Museomontagna, Torino, 1995.
- con Roberto Mantovani (a cura), Fermare le emozioni. L’universo fotografico di Walter Bonatti, Museomontagna, Torino, 1998.
- con Stefan König (a cura), Il mito della montagna in Celluloide. Luis Trenker, Museomontagna, Torino, 2000.
- con Roberto Mantovani (a cura), Viaggio alle montagne del mondo, Museomontagna, Torino, 2002.
- con Pierangelo Cavanna (a cura), L’archivio fotografico del Museo Nazionale della Montagna, dalla montagne al mondo in cento anni di fotografie. De Agostini, Novara 2003.
- con Pierangelo Cavanna (a cura), Sommets. Cents ans d’aventure en montagne. Les archives photographiques du musée National de la Montagne de Turin. Place des Victoires, Parigi 2004.
- con Giuseppe Valperga (a cura), Heidi. Un mito della montagna, Museomontagna, Torino, 2004.
- (a cura), Dizionario Museomontagna. Cinema delle montagne, 4000 film a soggetto, UTET, Torino 2004.
- (a cura), Montagne in copertina. Dalla realtà all’illustrazione, Museomontagna, Torino, 2005.
- (a cura), Montagne in copertina. Dalla realtà all’illustrazione, Museomontagna, Torino, 2005.
- con Ulrich Schädler (a cura), Le montagne per gioco. Tra le vette e le nevi dei giochi da tavolo, (2 volumi) Museomontagna, Torino, 2006 e 2008.
- con Angelica Natta-Soleri (a cura), Film delle montagne. Manifesti. Priuli & Verlucca, Scarmagno 2008 (edizione bilingue italiano e inglese).
- (a cura), Le montagne della frutta. Etichette 1900-1960, Museomontagna, Torino, 2009.
- con Pierangelo Cavanna e Emanuela De Rege (a cura), Fotografie delle montagne. Priuli & Verlucca, Scarmagno 2009 (edizione bilingue italiano e inglese).
- (a cura), Iconografie delle montagne, carta da collezione. Priuli & Verlucca, Scarmagno 2010 (edizione bilingue italiano e inglese).
- con Silvio Saffirio (a cura), Le innamorevoli donne delle nevi. Montagne e seduzione in copertina 1880-1940, Museomontagna, Torino, 2012.
- con Antonella Lombardo e Ulrich Schädler (a cura), Giochi delle montagne, orizzonte d’avventura. Priuli & Verlucca, Scarmagno 2012 (edizione bilingue italiano e inglese).
- con Alessandro Pastore (a cura), CAI 150 1863-2013. Il libro. Museo Nazionale della Montagna e Club Alpino Italiano, 2013.
- con Andrea Gherzi e Francesca Villa (a cura), Spartiti delle montagne, copertine di musica. Priuli & Verlucca, Scarmagno 2014 (edizione bilingue italiano e inglese).
- con Veronica Lisino (a cura), Collezionisti di montagne. Museo Nazionale della Montagna a Torino dal 1874. Priuli & Verlucca, Scarmagno 2014 (edizione bilingue italiano e inglese).
- con Febo Guizzi (a cura), Bolivia i luoghi della musica, Museomontagna, Torino, 2015.
- con Laura Gallo (a cura), Ex libris delle montagne, incisori di vette. Priuli & Verlucca, Scarmagno 2016 (edizione bilingue italiano e inglese).
- con Laura Gallo e Cristina Natta-Soleri (a cura), Foulard delle montagne. Priuli & Verlucca, Scarmagno 2016 (edizione bilingue italiano e inglese).
- con Laura Gallo (a cura), Etichette delle montagne, immagini di commercio. Priuli & Verlucca, Scarmagno 2017 (edizione bilingue italiano e inglese).
- (a cura), Menu delle montagne. Priuli & Verlucca, Scarmagno 2017 (edizione bilingue italiano e inglese).
- con Veronica Lisino (a cura), Albert Smith. Lo spettacolo del Monte Bianco e altre avventure in vendita, Museo Nazionale della Montagna, Torino 2018 (edizione trilingue italiano, francese e inglese).

Ha coordinato le collane:
- “Cahier Museomontagna”, dal 1979 al 2016, 190 titoli, editore Museo Nazionale della Montagna.
- “Raccolte di Documentazione del Museo Nazionale della Montagna, dal 2008 al 2017, 11 titoli, editore Priuli & Verlucca.

## Riconoscimenti
- 2005, Medaglia della Giornata Internazionale della Montagna, consegnata dal Presidente della Repubblica Italiana Carlo Azeglio Ciampi per l’opera di valorizzazione della montagna svolta attraverso il Museo Nazionale della Montagna[8].
- 2006, Commendatore “Al Merito della Repubblica Italiana”; nomina del Presidente della Repubblica Italiana Giorgio Napolitano, per l’attività professionale legata alle montagne e in particolare alla valorizzazione del Museo Nazionale della Montagna[9].
- 2008, “Sigillo d’Oro” della Società Storica delle Valli di Lanzo, per i meriti conseguiti nella valorizzazione della cultura delle Valli[10].
- 2018, attestazioni per la collaborazione con il Muzeum Tatrzańskie e il Spotkania z Filmem Górskim, a Zakopane (Polonia); riconoscimento “Polonia Minor” della regione Regione Małopolska[11].
- 2018, Premio “Edelweiss de Honor”, a Torelló (Spagna), per la valorizzazione della cultura della montagna,  anche attraverso il recupero di materiali cinematografici[12].